# 초조본 불설문수사리일백팔명범찬
초조본 불설문수사리일백팔명범찬(初雕本 佛說文殊師利一百八名梵讚)은 서울특별시  관악구 신림동 호림박물관에 있는 고려시대의 목판본 불경이다. 2014년 10월 20일 대한민국의 보물 제1837호로 지정되었다.

## 개요
佛說文殊師利一百八名梵讚 은 宋朝의 法天(?～1001)이 990년 무렵에 한역한 것으로 108가지의 이 름으로 文殊師利를 찬양한 전체 19편의 약 900자에 불과한 경전이며, 개개의 梵讚은 4句로 구성되 어 있고 모두 梵語를 음역하였다.
조사본 佛說文殊師利一百八名梵讚 은 宋朝의 開寶板大藏經을 저본으로 하여 12세기 무렵에 간행
된 初雕大藏經本으로 추정되며, 函次는 ‘封’이고 板數는 도합 6板이다. 楮紙의 표지에 ‘文殊一百八名 梵讚’과 함차 ‘封’이 墨書되어 있고 卷頭에는 ‘佛說文殊師利一百八名梵讚’의 經名과 ‘西天譯經三藏朝 散大夫試鴻臚卿傳教大師臣法天奉詔譯’의 譯者事項이 나타나고 있다. 卷末端에는 面紙를 燕尾모양으 로 절단하고 兩端에 朱漆의 竹軸을 붙였다.
본서는 초조대장경(初雕大藏經)으로 현재 전하는 것이 없는 유일본이다. 또한 권말(卷末)에 기록된 증의(證義), 필수(筆授), 철문(綴文), 증범문(證梵文), 증범의(證梵義), 윤문(潤文) 등 역경과 관련된 참여자 명단 등 초조대장경(初雕大藏經)의 간행과 관련된 여러 사실을 확인할 수 있는 귀중한 자료이다.

## 참고 자료
- 초조본 불설문수사리일백팔명범찬 - 국가유산청 국가유산포털